# Dubitogomphus bicornutus
Dubitogomphus bicornutus – gatunek ważki z rodziny gadziogłówkowatych (Gomphidae).
Gatunek ten opisał w 1878 roku Edmond de Sélys Longchamps, nadając mu nazwę Davidius bicornutus. Holotyp (samica) został odłowiony w Chinach, na północ od Pekinu.